# David Samuel von Madai
David Samuel Madai, seit 1766 von Madai, (* 4. Januar 1709 in Schemnitz, Niederungarn; † 2. Juli 1780 auf Schloss Benkendorf in  Teutschenthal) war ein ungarischer, in Deutschland wirkender Mediziner und Numismatiker.

## Leben

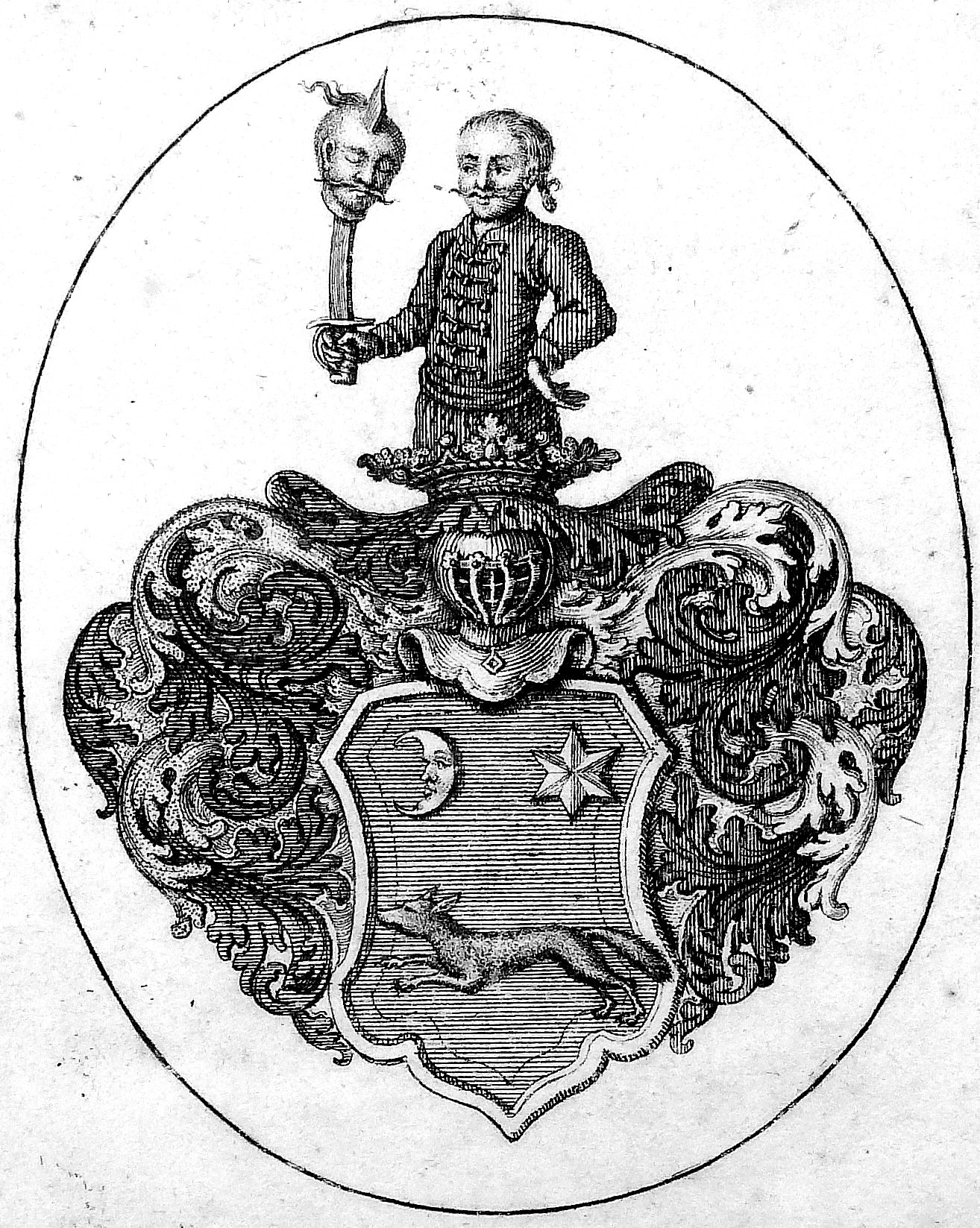
Wappen-Exlibris von Madais

David Samuel von Madai war der Sohn des Stadtphysicus von Schemnitz Daniel Máday. Nach dem Schulbesuch in Schemnitz und Neusohl studierte er ab 1729 Medizin an der Universität Halle und wurde hier 1732 zum Dr. med. promoviert. Ab 1739 war er Chefarzt und Leiter der Medikamentenexpedition des Waisenhauses der Franckeschen Stiftungen in Halle. Er trug den Titel fürstlich Anhalt-Cöthen’scher Hofrath und Leibarzt. 1745 wurde er in die Leopoldina aufgenommen.
Unter seiner Leitung expandierte das Laboratorium und der Medikamentenversand beträchtlich. Die Leitung ging später auf seinen Sohn Carl August von Madai und dann auf seinen Enkel Carl von Madai († 1851) über.
Er war Autor verschiedener medizinischer Schriften, wurde aber vor allem durch seine Münzsammlung bekannt. Dabei hatte er sich auf Groschen und Taler spezialisiert. Davon besaß er eine sehr reichhaltige und wertvolle Sammlung, die 1788 in Hamburg versteigert wurde. 1765 bis 1774 publizierte er in drei Bänden und drei Fortsetzungen seine Sammlung als Vollständiges Thaler-Cabinet. Das Werk verzeichnete 7233 Nummern; es gelangte zu hohem Ansehen und galt 1884 als noch immer unentbehrliches Werk.
1769 wurde Madai in den Adelsstand erhoben. 1773 ließ Johann August von Ponickau Madai zu Ehren eine Medaille mit seinem Porträt anfertigen. Madai war Mitglied der Freimaurer-Loge Zu den drei Degen und der Loge Aux trois clefs d'or in Halle.
Sein Groschensammlung mit über 9.000 Stücken wurde von Friedrich August I. (Sachsen) für das Dresdner Münzkabinett erworben.
Im Gegensatz zur Angabe in der ADB starb Madai nicht in Halle (Saale), sondern auf dem von ihn käuflich erworbenen Rittergut Benkendorf, wo er 1769 ein Schloss errichten ließ. Er wurde am 7. Juli 1780 in der Kirche in Holleben beigesetzt.

## Werke
- Kurtze Nachricht von dem Nutzen und Gebrauch einiger bewährten Medicamenten, Welche zu Halle im Magdeburgischen in dem Wäisenhause dispensiret werden. Vierte Auflage, Halle: Waisenhaus, 1746

Digitalisat (auch Ausgaben in englischer, französischer, griechischer und ungarischer Sprache)
- Vollständiges Thaler-Cabinet (aufs neue ansehnlich vermehret in zwei Theilen), Hartungs Erben und Joh. Daniel Zeise, Königsberg

Erster Theil, 1765 Digitalisat
Zweyter Theil, 1766 Digitalisat
Dritter Theil, in chronischer und genealogischer Ordnung, 1767 Digitalisat
Erste Fortsetzung, 1768 Digitalisat
Zweyte Fortsetzung 1769 Digitalisat
Dritte Fortsetzung  1774 Digitalisat

### Nachlasskataloge
- Catalogus librorum ex universo eruditionis ambitu selectissimarum potissimum medicorum physicorum et ad historiam naturalem spectantium a b. viro perillustri Domino Dav. Sam. de Madai collectorum et auctionis lege Halae … publice divendendorum: adiecta est appendix librorum ex bibliotheca viri quondam perillustris. Halae 1782

Digitalisat UB Göttingen
- Verzeichniss der auserlesenen Thalersammlung des David Samuel von Madai welche den 15ten September und folgende Tage des laufenden 1788sten Jahres auf dem Eimbeckischen Hause zu Hamburg durch den Makler Pierre Texier öffentlich verkauft werden soll. Hamburg 1788

Digitalisat ULB Sachsen-Anhalt, Halle